# Ákos László
Ákos László (* 10. November 1871 in Nagyenyed, Siebenbürgen; † 1946 in Zürich) war ein ungarischer Violinist, Komponist und Musikschriftsteller.
Er studierte in Berlin bei Emanuel Wirth und erhielt durch Vermittlung von Joseph Joachim eine Freistelle an der Königlichen Hochschule für Musik.

## Kompositionen (Auswahl)
- op. 5 Ungarische Weisen für Violine mit Begleitung des Klaviers oder des Orchesters (Verlag: Bote & Bock, Berlin)
- op. 9 Ungarischer Tanz (Klavier zu 2 Händen)
- op. 12 Zigeunerweisen pour violon avec accompagnement de piano
- Menuette antice für Violine und Klavier (Verlag: Leipzig, Zürich, Gebrüder Hug & Co., c1923)
- Türkischer Marsch (großes Orchester)

## Aufnahmen
- Ungarische Weisen

## Nachlass, Quellen
- Nachlass in der Zentralbibliothek Zürich